# Onthophagus unidens
Onthophagus unidens är en skalbaggsart som beskrevs av Max Quedenfeldt 1884. Onthophagus unidens ingår i släktet Onthophagus och familjen bladhorningar. Inga underarter finns listade i Catalogue of Life.